# Gesetz zur Fortentwicklung der Finanzmarktstabilisierung
Das Gesetz zur Fortentwicklung der Finanzmarktstabilisierung ist ein Artikelgesetz, mit dem die Bundesrepublik Deutschland in der Finanzmarktkrise die Einrichtung von sog. Bad Banks zur Entlastung der Bankbilanzen von Problemaktiva ermöglicht. Artikel 1 des Gesetzes ändert das Finanzmarktstabilisierungsfondsgesetz (FMStFG), die weiteren Artikel ändern die zugehörige Finanzmarktstabilisierungsfonds-Verordnung sowie das Finanzmarktstabilisierungsbeschleunigungsgesetz und regeln das Inkrafttreten.

## Deutsche Bad Bank-Lösung
Das Gesetz bietet unterschiedliche Modelle für die Gründung einer Bad Bank an: Das Zweckgesellschaftsmodell und das Konsolidierungsmodell. Letzteres kann zudem von einzelnen Ländern durch Landesgesetz besonders ausgestaltet werden. Gemeinsam ist allen Modellen, dass jede Bank eine gesonderte Bad Bank gründen kann, so dass am Ende der Laufzeit entstehende Verluste der jeweiligen Bank zugeordnet werden können. Zudem soll sichergestellt sein, dass diese Verluste am Ende durch die jeweilige Bank bzw. deren Eigentümer getragen werden.

### Zweckgesellschaft
Das Zweckgesellschaftsmodell nach §§ 6a – 6d FMStFG ist insbesondere auf private Banken ausgerichtet. Sie können strukturierte Wertpapiere in eine Zweckgesellschaft auslagern, für die dann der Finanzmarktstabilisierungsfonds unter bestimmten Bedingungen gegen Gebühr Garantien mit einer Laufzeit bis zu 20 Jahren übernimmt. In der Bilanz der Bank tauchen dann nicht mehr die problematischen Wertpapiere, sondern von der Zweckgesellschaft ausgegebene Schuldtitel auf. Müssen Wertberichtigungen auf die Wertpapiere vorgenommen werden, sollen diese nicht mehr das Eigenkapital der Bank belasten, da der Wert der Zweckgesellschaft dank der staatlichen Garantie unverändert bleibt. Damit soll verhindert werden, dass die Fähigkeit der Banken zur Vergabe von Krediten durch Schmälerung ihrer Eigenkapitalbasis eingeschränkt wird.
Voraussetzung für eine Garantieübernahme ist nach § 6a Abs. 2 FMStFG insbesondere, dass die strukturierten Wertpapiere in der Regel mit einem Abschlag auf den Buchwert übertragen werden. Anzusetzen sind 90 % des Buchwertes vom 30. Juni 2008 oder vom 31. März 2009 oder der tatsächliche Wert des Papiers, je nachdem, welcher der drei Werte der höchste ist. Der Buchwert vom 31. März 2009 darf dabei aber nicht überschritten werden. Banken mit sehr schwacher Eigenkapitalbasis dürfen auf diesen Abschlag teilweise verzichten. Zudem muss die übertragende Bank ihren Sitz im Inland haben und die Auflagen für die Stabilisierung (insbesondere das auf 500.000 € gedeckelte Gehalt) akzeptieren.
Verluste aus den übertragenen Wertpapieren sind auszugleichen. Zum einen ist laufend der wahrscheinliche Wert des Papiers bei Fälligkeit zu ermitteln. Für den Unterschied zum bei Übertragung zu Grunde gelegten Wert ist ein Ausgleichsbetrag zu zahlen, der allerdings ratierlich auf die Laufzeit der Garantie verteilt wird. Die Bank darf solange keine Dividenden an ihre Anteilseigner ausschütten, wie ein Defizit vorliegt, also der tatsächlich erzielte Erlös hinter dem Übertragungswert abzüglich gezahlter Ausgleichsbeträge zurückbleibt.

### Abwicklungsanstalt
Das Konsolidierungsmodell bzw. die Abwicklungsbank nach § 8a FMStFG zielt auf Landesbanken, steht grundsätzlich aber auch privaten Banken offen. Bei der Finanzmarktstabilisierungsanstalt (FMSA) können eigenständige Abwicklungsanstalten (Anstalt in der Anstalt – AidA) eingerichtet werden – so mittlerweile die FMS Wertmanagement AöR. Auf diese Anstalt können ganze Geschäftsteile von Banken übertragen werden, von denen sich die verbleibende Kernbank befreien möchte. Dies ist jeweils von der FMSA zu genehmigen. Für die Verluste der abgetrennten Geschäftsbereiche sollen die bisherigen Eigentümer, bei Landesbanken in der Regel also Länder und Sparkassen, haften.
Nach § 8b FMStFG können Länder ähnliche Anstalten nach Landesrecht einrichten.

## Gesetzgebungsverfahren
Das Gesetz wurde am 3. Juli 2009 vom Bundestag verabschiedet. Der Bundesrat hat am 10. Juli 2009 zugestimmt.  Das Gesetz ist vom Bundespräsidenten am 17. Juli 2009 ausgefertigt worden und am 22. Juli 2009 im Bundesgesetzblatt verkündet worden.